# Puccinellia parishii
Puccinellia parishii är en gräsart som beskrevs av Albert Spear Hitchcock. Puccinellia parishii ingår i släktet saltgrässläktet, och familjen gräs. Inga underarter finns listade i Catalogue of Life.